# Магнитные свойства электронного газа
Магнитные свойства электронного газа — электронный газ во внешнем магнитном поле обладает парамагнитными свойствами. Магнитные свойства электронного газа складываются из диамагнитного и втрое его превышающего парамагнитного эффектов. Диамагнитный эффект электронного газа объясняется изменением поступательного движения электрона в магнитном поле, парамагнитный эффект — изменением ориентации спина электрона относительно внешнего магнитного поля.

## Невырожденный электронный газ
В невырожденном электронном газе все имеющиеся электроны способны изменить своё состояние во внешнем магнитном поле. Диамагнитная восприимчивость электронного газа {\displaystyle \chi _{D}} определяется по формуле:
{\displaystyle \chi _{D}=-{\frac {1}{3}}{\frac {N\mu _{B}^{2}}{kT}}}. Здесь {\displaystyle N} — полное число электронов в электронном газе,
{\displaystyle \mu _{B}} — магнетон Бора, {\displaystyle k} — постоянная Больцмана, {\displaystyle T} — температура. Парамагнитная восприимчивость электронного газа {\displaystyle \chi _{P}} определяется по формуле: {\displaystyle \chi _{P}={\frac {N\mu _{B}^{2}}{kT}}}.
Полная магнитная восприимчивость электронного газа равна сумме диамагнитной и парамагнитной восприимчивостей: {\displaystyle \chi _{E}=\chi _{D}+\chi _{P}={\frac {2N\mu _{B}^{2}}{3kT}}}.

## Вырожденный электронный газ
Для вырожденного электронного газа изменять своё состояние могут только электроны на границе распределения Ферми, имеющие по соседству свободные уровни. В вырожденном электронном газе в металлах число электронов {\displaystyle N'}, изменяющих своё состояние определяется по формуле: {\displaystyle N'\approx N{\frac {kT}{kT_{0}}}={\frac {kT}{E_{F}}}N}, где {\displaystyle N} — полное число электронов в единице объема, {\displaystyle E_{F}} — энергия Ферми. Поэтому для вырожденного электронного газа в металлах магнитная восприимчивость определяется формулой: {\displaystyle \chi _{E}={\frac {2N\mu _{B}^{2}}{3E_{F}}}}. Магнитная восприимчивость вырожденного электронного газа не зависит от температуры.